# Teofil Mikołaj Aleksander Janikowski

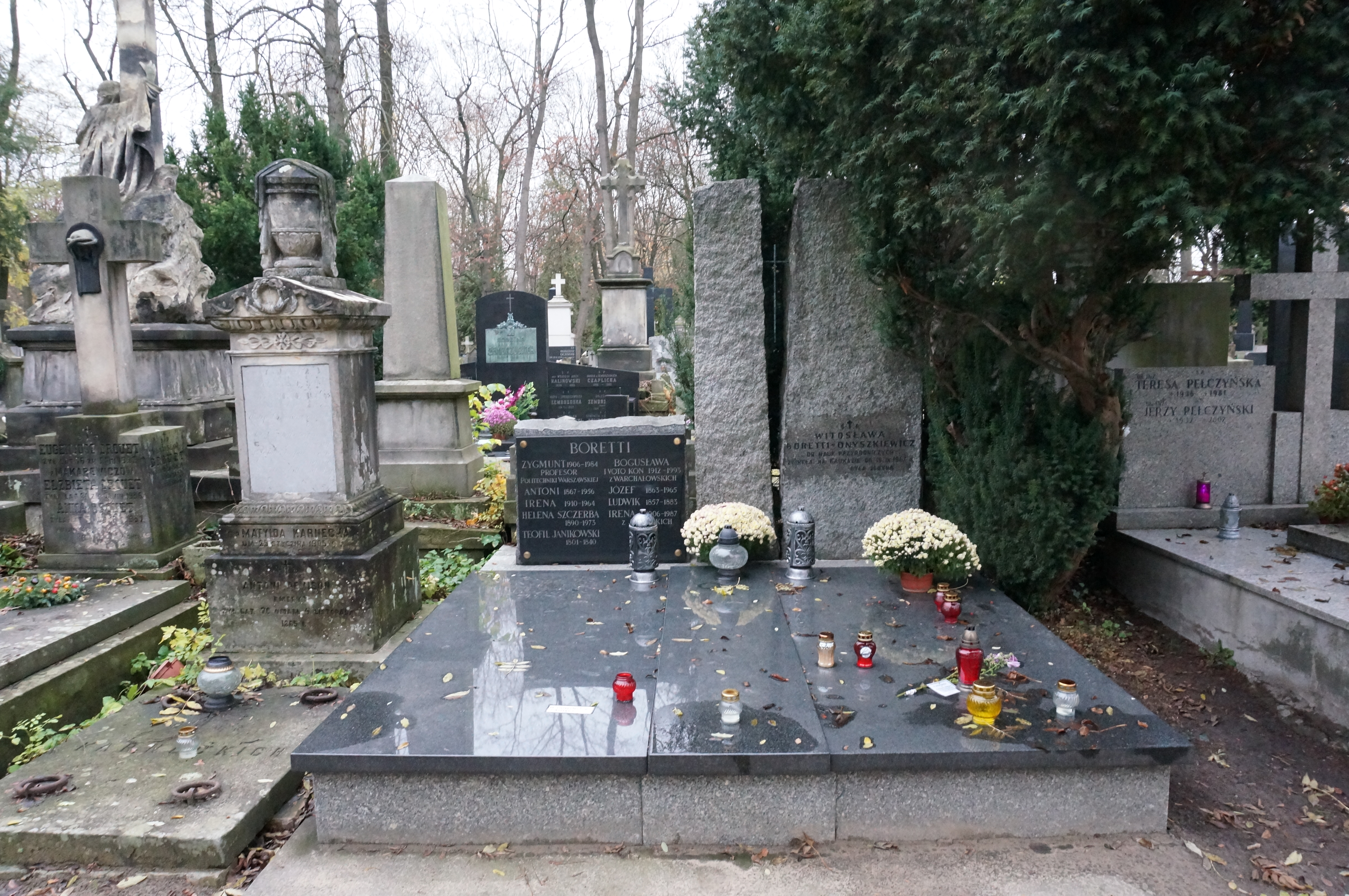
Grób Teofila Janikowskiego na cmentarzu Powązkowskim

Teofil Mikołaj Aleksander Janikowski (ur. 13 grudnia 1801 w Pilźnie, zm. 12 października 1840 w Warszawie) – kupiec warszawski, brat profesora medycyny, chirurga, pioniera medycyny sądowej w Polsce XIX w. Andrzeja Klemensa Erazma Janikowskiego.
Syn Bonifacego i Agnieszki z Bochyńskich. Lata dziecięce spędził w domu rodziców. Nauki pobierał kolejno w Pilźnie, Jaśle, Tarnowie i Krakowie, zdobywając ostatecznie wykształcenie kupieckie.
W 1818 roku przeniósł się do Warszawy, gdzie prowadził skład sukna przy ulicy Senatorskiej. Zdobył wysoką pozycję jako bogaty kupiec i działacz społeczny.
W roku 1828 wziął ślub z Emilią Anną Kaldenbach, córką znanego adwokata.
W latach 1831 i 1836 był zastępcą sędziego Trybunału Handlowego, a w 1838 roku członkiem Komitetu Reprezentacyjnego Zgromadzenia Kupców Warszawskich, jako przedstawiciel handlu sukiennego. W 1839 roku otrzymał nominację na Radcę w Dyrekcji Głównej Towarzystwa Ogniowego.
Aktywny działacz społeczny i charytatywny, podejmujący działania na rzecz zwalczania nędzy robotników i pozyskiwania na ten cel funduszy (np. drogą organizacji zabaw publicznych, na których urządzano zbiórki pieniężne). W 1832 roku powołany przez Warszawskie Towarzystwo Dobroczynności na opiekuna cyrkułowego, następnie zaś na kasjera.
W Towarzystwie Dobroczynności przyczynił się do powstania nowego wydziału ochrony dzieci, którego został wiceprzewodniczącym.
Wyróżniał się aktywnością, a w czasie katastrofalnej powodzi, jaką spowodował wylew Wisły w 1838 roku, zainicjował tworzenie „sal ochrony” dla biednych dzieci. Szczególnie interesował się losem dzieci z najuboższych warstw społeczeństwa – był twórcą ochronek (pierwowzorów dzisiejszych przedszkoli), w których dzieci otrzymywały posiłki, bawiły się, były wychowywane i nauczane, podczas kiedy ich matki pracowały poza domem. Sale te rozwinęły się później w ochronki zwane domami ks. Baudouina.
Zmarł w 1840 roku, pozostawiając żonę, dwie córki i syna. Jedna z jego córek – Antonina Emilia wyszła za mąż za budowniczego i architekta warszawskiego Józefa Antoniego Boretti. Na grobie żona wystawiła mu pomnik, który umieścił w swym opracowaniu cmentarza Powązkowskiego Stanisław Szenic pod pozycją 86 (kwatera 43-1-17).
Przyjaciel, poeta Stanisław Jachowicz, napisał tekst epitafium na grób Teofila na cmentarzu Powązkowskim (zniszczony w czasie II wojny światowej):

Płacze go żona z dziećmi, i ludzkość strapiona,

Jemu winna początek dzieci ochrona

Wszystko biednym poświęcił - i samego siebie !

Cześć jemu tu na ziemi, a nagroda w niebie.

Rodzice jego spoczywają na cmentarzu w Pilźnie.